# アジアリーグリミテッド
アジアリーグリミテッド（Asia League Limited）は、アジアのプロバスケットボールクラブによる国際大会を運営する組織。主催する「サマースーパー8」と「テリフィック12」は国際バスケットボール連盟（FIBA）の公認を受けたプレシーズントーナメントである。

## 歴史
現在アジアリーグ代表を務めるマット・ベイヤーは東アジア及び東南アジアにおけるクラブによる国際大会が不足している現状からアジアリーグを提唱。NBAのラスベガスサマーリーグの東アジア版として構想を進めた。
初の大会は2017年9月にマカオで「スーパー8」を開催。日本の千葉ジェッツが優勝。

## トーナメント

### スーパー8
| 年   | 決勝         | 決勝  | 決勝                 | 3位決定戦                  | 3位決定戦 | 3位決定戦              |
| 年   | 優勝         | 結果  | 準優勝               | 3位                        | 結果      | 4位                    |
| ---- | ------------ | ----- | -------------------- | -------------------------- | --------- | ---------------------- |
| 2017 | 千葉ジェッツ | 83–73 | 浙江広厦猛獅         | 高陽オリオンズ             | 88–71     | 琉球ゴールデンキングス |
| 2018 | 広州証券龍獅 | 78–72 | ソウル三星サンダース | 仁川電子ランドエレファンツ | 67–62     | NLEXロードウォリアーズ |

### テリフィック12
| 年   | 決勝                   | 決勝  | 決勝           | 3位決定戦            | 3位決定戦 | 3位決定戦                      |
| 年   | 優勝                   | 結果  | 準優勝         | 3位                  | 結果      | 4位                            |
| ---- | ---------------------- | ----- | -------------- | -------------------- | --------- | ------------------------------ |
| 2018 | 琉球ゴールデンキングス | 85–76 | 広州証券龍獅   | ソウル三星サンダース | 105–92    | 名古屋ダイヤモンドドルフィンズ |
| 2019 | 遼寧衡業飛豹           | –     | ソウルSKナイツ | 浙江広厦猛獅         | –         | サン・ミゲル・ビアメン         |